# Diepdruk

In een printplaat worden verdiepte uitsparingen gemaakt. De plaat in deze afbeelding is niet op schaal; de uitsparingen kunnen slechts enkele millimeters breed zijn

De plaat wordt met inkt bedekt

De inkt wordt van het oppervlak van de plaat geveegd, maar blijft wel aanwezig in de uitsparingen.

Papier wordt op de plaat gelegd en samengedrukt, meestal door een zware roller

Het papier wordt verwijderd. De inkt is door het samendrukken van de uitsparingen in het papier getrokken.

Diepdruk (ook wel koperdiepdruk) is een grafische druktechniek.
Deze techniek kenmerkt zich door het gebruik van een drukplaat (inktoverbrenger) waarin kleine verdiepte uitsparingen de inkt vasthouden.
Voorbeelden zijn de handmatige etstechniek en droge naald, en de industriële rotogravure (koperdiepdruk).
Diepdruk is een zeer oude techniek, die afkomstig is uit de kunst van het goudsmeden. Met een burijn werden diverse voorwerpen, wapens en harnassen verfraaid, door een patroon te graveren in koper, zilver of goud.
De ontstane groeven werden met een zwarte kleurstof gevuld, zodat ze beter naar voren kwamen. Om de ontstane kunststukjes niet verloren te laten gaan, werden ze soms afgedrukt.
De oudste gravure is al afkomstig uit 1446.
Bij een rotogravure worden in een koperen cilinder puntjes (rasternapjes) geëtst. Daarna wordt de hele vorm ingeïnkt met een zeer dunne inkt. De overtollige inkt wordt weggeschraapt met een rakel. Het papier kan dientengevolge alleen de inkt uit de napjes aannemen. De bewerking van de cilinders is relatief kostbaar. De hoge snelheden van deze rotatietechniek maken haar echter geschikt voor grote oplagen en voor veelkleurendruk waarbij ook kleine kleurnuances (echte halftonen) door de verschillende dieptes van de rasternapjes goed worden weergegeven.
Diepdruk is (met een loep) te herkennen aan de gekartelde letters omdat het hele beeld, dus ook de tekst, door ronde (of vierkante) rasternapjes wordt opgebouwd.
Er zijn in het verleden onder meer fotoboeken met vellendiepdruk gemaakt. Deze techniek benadert de echte fotografie door gebruik te maken van grijze, zwarte en blauwige inkt in combinatie met het halftoonproces. Vellendiepdruk wordt niet meer toegepast vanwege de hoge kostprijs. De grafische industrie werkt nu hoofdzakelijk met offset (vlakdruk). Ter vergelijking: offset gebruikt puntgrootte-variatie om tot gradatievariatie te komen.
Diepdruk is enigszins vergelijkbaar met de moderne techniek dye-sublimation (kleursublimatie) die in geavanceerde kleurenprinters gebruikt wordt: per punt de juiste kleurtoon.

## Afbeeldingen

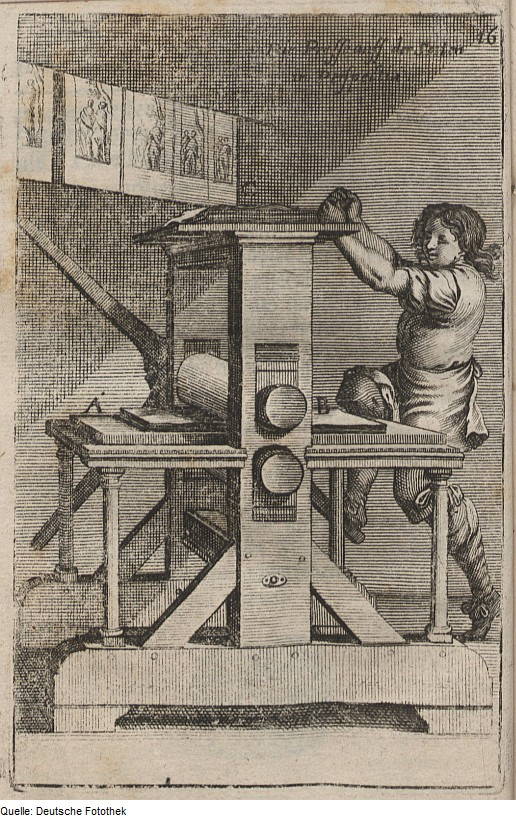
Een drukpers voor diepdruk
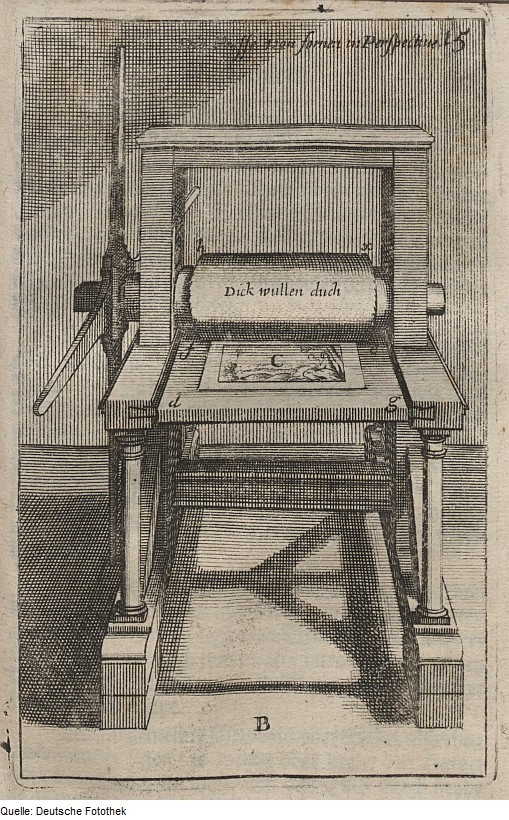
Een drukpers voor diepdruk
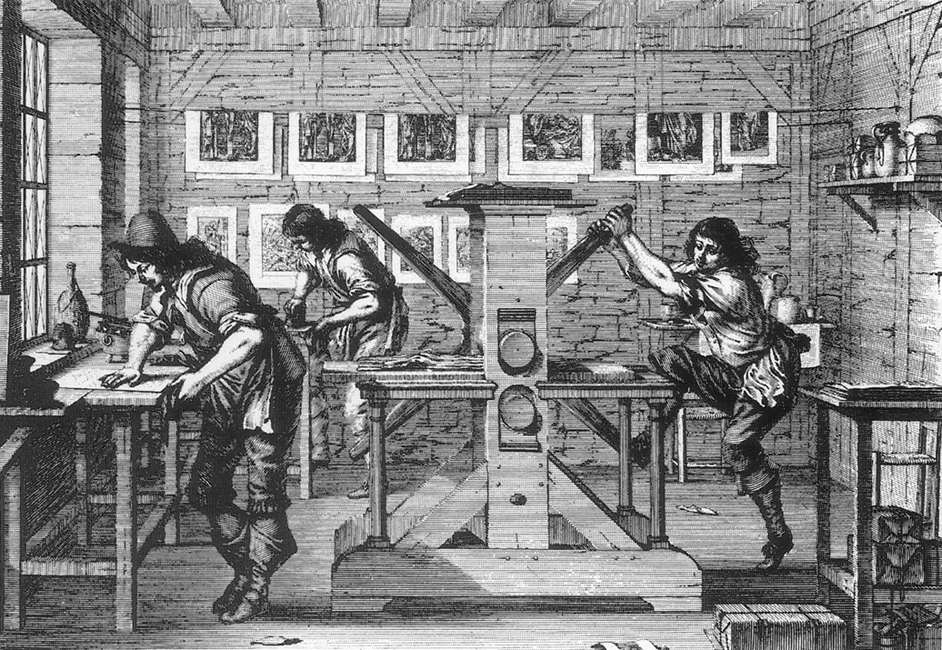
Drukkerij voor diepdruk